# Nílton De Sordi
Nílton De Sordi, (gelegentlich auch Newton De Sordi , * 14. Februar 1931 in Piracicaba; † 24. August 2013 in Bandeirantes) war ein brasilianischer Fußballspieler. Er war fast die gesamte Zeit seiner Laufbahn für den FC São Paulo aktiv und wurde mit der Nationalmannschaft 1958 Fußball-Weltmeister.

## Karriere

### Vereinskarriere
Nílton De Sordi startete seine fußballerische Laufbahn beim Verein Esporte Clube XV de Novembro in seiner Heimatstadt Piracicaba. Für den Verein begann De Sordi 1949 im Alter von achtzehn Jahren zu spielen. 1952 wechselte er zum FC São Paulo.
Mit São Paulo gewann De Sordi in den Jahren 1953 und 1957 zweimal das Campeonato Paulista, die Staatsmeisterschaft von São Paulo. Im Rahmen der Staatsmeisterschaft kam De Sordi zu 536 Einsätzen für die Tricolor, ein Torerfolg gelang ihm allerdings nicht. Er spielte bis ins Jahr 1965 Fußball und erlebte 1960 auch die Eröffnung des neuen Stadions des Vereins, des Estádio do Morumbi, das in jenen Jahren als eines der größten Stadien der Welt galt, das sich im Besitz eines Vereins befand.
Sein letztes Spiel für São Paulo machte De Sordi am 16. Juni 1965, 13,5 Jahre nach seinem Debüt bei dem Verein am ersten Januar 1951. Nach dem Ende seiner aktiven Laufbahn wurde De Sordi, der auf der Position eines Abwehrspielers agierte, Fußballtrainer. Er coachte einige unterklassige brasilianische Vereine und hatte als größten Erfolg den erstmaligen Gewinn der Hinterlandmeisterschaft von Paraná, den Campeonato do Interior von 1966 mit União Bandeirante FC, einem 2006 aufgelösten Verein aus Bandeirantes.

### Nationalmannschaft
De Sordi brachte es zwischen 1955 und 1961 auf 22 Länderspiele in der brasilianischen Fußballnationalmannschaft. Mit ihr nahm er zunächst im Jahr 1956 an der Südamerikameisterschaft in Uruguay teil, wo Brasilien nur Vierter hinter Uruguay, Chile und Argentinien wurde.
De Sordi befand sich auch im Aufgebot des heutigen Rekordweltmeisters bei der Weltmeisterschaft 1958 und wurde in allen Spielen der Brasilianer mit Ausnahme des Endspiels eingesetzt. Dort setzte Trainer Vicente Feola Djalma Santos auf der Position des verletzten  De Sordi ein. Brasilien gewann das Endspiel gegen Gastgeber Schweden dank zweier Tore von Vavá und Pelé sowie einem Treffer von Mário Zagallo mit 5:2 und krönte sich erstmals zum Fußball-Weltmeister.